# Мусин, Сафар Гайсарович
Сафар Гайсарович Мусин (род. 5 ноября 1948) — бригадир каменщиков треста «Салаватстрой» города Салават, полный кавалер ордена Трудовой Славы.

## Биография
Сафар Гайсарович Мусин родился 5 ноября 1948 года в деревне Ялчино Кугарчинского района Башкирской АССР. 
Образование среднее.
Трудовую деятельность начал в 1965 году плотником строительного управления № 3 треста «Салаватстрой» после окончания Салаватского ГПТУ № 27. С 1971 года работал бригадиром каменщиков в тресте «Салаватстрой». С 1995 года — мастер строительно-монтажных работ ООО «Трест «Салаватстрой».
В 2008 году С. Г. Мусин вышел на пенсию, проживает в Фёдоровском районе Республики Башкортостан.
Почётный гражданин села Фёдоровка.

## Награды
За многолетний плодотворный труд, высокие производственные показатели, перевыполнение планов и социалистических обязательств С. Г. Мусин награждён орденом Трудовой Славы I (1986), II (1977), III (1975) степеней, медалями.